# Майский (Курганская область)
Майский — посёлок в Каргапольском районе Курганской области. Административный центр Майского сельсовета.

## История
Посёлок возник как одно из отделений Каргапольского зерносовхоза.

## Население
| 1989 | 2002 | 2010 |
| ---- | ---- | ---- |
| 1114 | ↘878 | ↗883 |